# Alfred Karindi
Alfred Karindi (nascut Alfred-Nikolai Karafin; 30 de maig de 1901 - 13 d'abril de 1969) va ser un organista i compositor estonià.

## Vida i obra

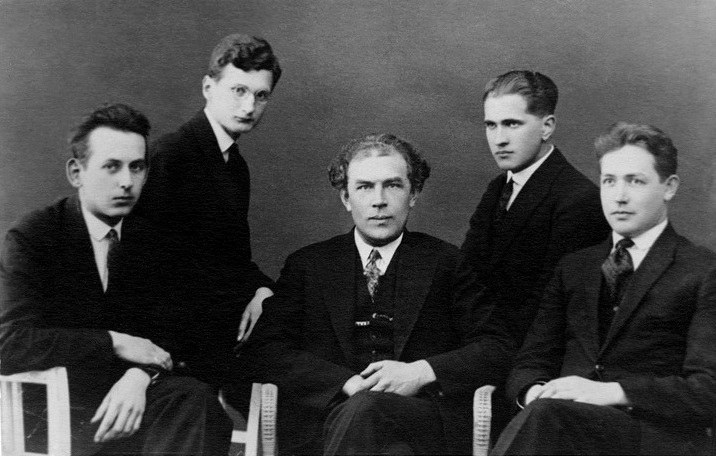
Alfred Karindi (el darrer de la dreta) amb altres compositors de l'escola de composició de Tartu (d'esquerra a dreta): Eduard Tubin, Olav Roots, Heino Eller i Karl Leichter.

Alfred Karindi va néixer el 30 de maig de 1901 al poble de Kõnnu, parròquia d'Illuka. El 1920 va ingressar a l'Escola Superior de Música de Tartu on va estudiar orgue amb Johannes Kärt i composició amb Heino Eller. Es va graduar el 1927, i després va estudiar amb August Topman i Artur Kapp com a estudiant extern d'orgue i composició al Conservatori de Tallin, on es va graduar el 1931. Va pertànyer a l'"escola Tartu" de músics que van estudiar amb Heino Eller, d'altres van ser Eduard Tubin, Eduard Oja, Olav Roots i Karl Leichter.
Karindi va ser professor de música a l'escola primària de Tartu (1921–1927), a l'Escola Superior de Música de Tartu (1925–1928) i a la Universitat de Tartu (1928–1932). Va ser organista de l'església de Tartu Maarja (1925-1929), de l'església de la Universitat de Tartu (1929-1933) i de l'església de Tallinn Kaarli (1933-1940). Va ser conegut com un hàbil improvisador a l'orgue. També va dirigir diversos cors a Tartu i Tallinn a partir de 1925. Com a director del cor mixt "Cantate Domino" de l'Església de la Universitat de Tartu entre 1929 i 1933 va fer concerts per tot Estònia, interpretant sovint el Rèquiem de Mozart.
Karindi va començar a ensenyar teoria i orgue al Conservatori Estatal de Tallinn el 1940. El 1944 va ser nomenat cap del departament de teoria i el 1946 va ser nomenat professor. Va tornar a ser organista a l'església de Tallinn Kaarli el 1948. Va ser detingut per les autoritats soviètiques el 1950 i retingut en un camp de presoners de Mòrdovia fins al 1954, quan se li va permetre tornar a casa. De 1955 a 1969 va ser novament professor al Conservatori Estatal de Tallinn. El 1957 va fundar el Cor Mixt de Graduats d'Escoles Superiors i en va ser el director principal fins al final de la seva vida. Karandi va escriure música per a cors, música per a orgue, cançons, peces de cambra, música orquestral i obres vocals simfòniques principals. Les seves cançons són serioses i complexes, i no s'interpreten sovint. La seva "Cançó de bressol", la segona part de la seva Tercera Sonata per a Orgue, és molt popular.
Alfred Karindi va morir a Tallinn el 13 d'abril de 1969. Es va erigir una placa commemorativa el 1986 al seu poble natal de Kõnnu.